# ミミモチシダ
ミミモチシダは、熱帯系のシダ植物の一つ。大きな小葉を持つ大柄なシダで、マングローブの湿地に生育する。

## 特徴
ミミモチシダ Acrostichum aureum L. は、イノモトソウ科ミミモチシダ属の多年生草本である。
根茎は塊状で、大きな鱗片がつく。葉は立ち上がり、高さは3mにも達するという。葉柄は1mになることもあるが、葉全体の中では多くを占めない。葉身は単羽状複葉で、あまり長さの変わらない細長い小判形の裂片を多数並べた形、全体としては挟長楕円形となる。裂片には短いがはっきりした柄があり、長さ30-50cm、幅は4-8cmになる。葉は全体に硬く、葉身も革質で、むしろ熱帯系の葉の広いソテツ類にも似ている。
胞子嚢群は葉身の先端側の裂片に生じ、その裏面全体につく。

### 名称について
一般に、丸く突出した部分がある場合にこれを耳状という。たとえば葉の基部、いわゆる葉脚が丸く突出している場合などにこれを耳状と言うなどの例があるが、この種にはそのようなものが全くない。
どうやら学名の誤読に由来するらしく、種小名の aureum は、「黄金色の」の意味で、これは胞子嚢群が一面についた葉裏が、若いときに黄色を帯びることに基づくものだが、これを auriculatumu 「耳片のある」と誤読したことによるという。

## 生育環境
湿地に生える。普通はマングローブ林の湿地に大きな群落を作る。根元はごく湿った泥の中にあり、往々に水に浸っている。マングローブを生育地とする唯一のシダ植物とも言われる。マングローブ後方の湿地に出ることもある。

## 分布
世界の熱帯域に広く見られる。日本では琉球列島八重山諸島の石垣島、西表島と与那国島にある。ただし台湾には見られない。

## 近縁種等
この属には他に世界に3種ほどがあるが、日本ではこの種のみが知られる。この大きさと姿に間違うようなものは他にはない。

## 利用・保護
実質的な利用例はない。
日本ではその分布域がごく少なく、熱帯系の特異な植物であることから保護を受けている。ただしその生育地が山間奥地ではなく、平地にあるため、開発の影響を非常に受けやすい。石垣では名蔵アンパルに群落が見つかっている。西表島では数カ所の生育地があり、星立の群落が国指定の天然記念物に指定されている。与那国島では久部良ミトゥ湿地の群落が町の天然記念物に指定されている。いずれも生育面積は狭いが、生育の状況はよい。山と渓谷社の『レッドデータプランツ』では、育ちすぎて刈り取られるくらい、などととてもRDB植物に対する物言いとは思えないような書かれ方がされているほどである。

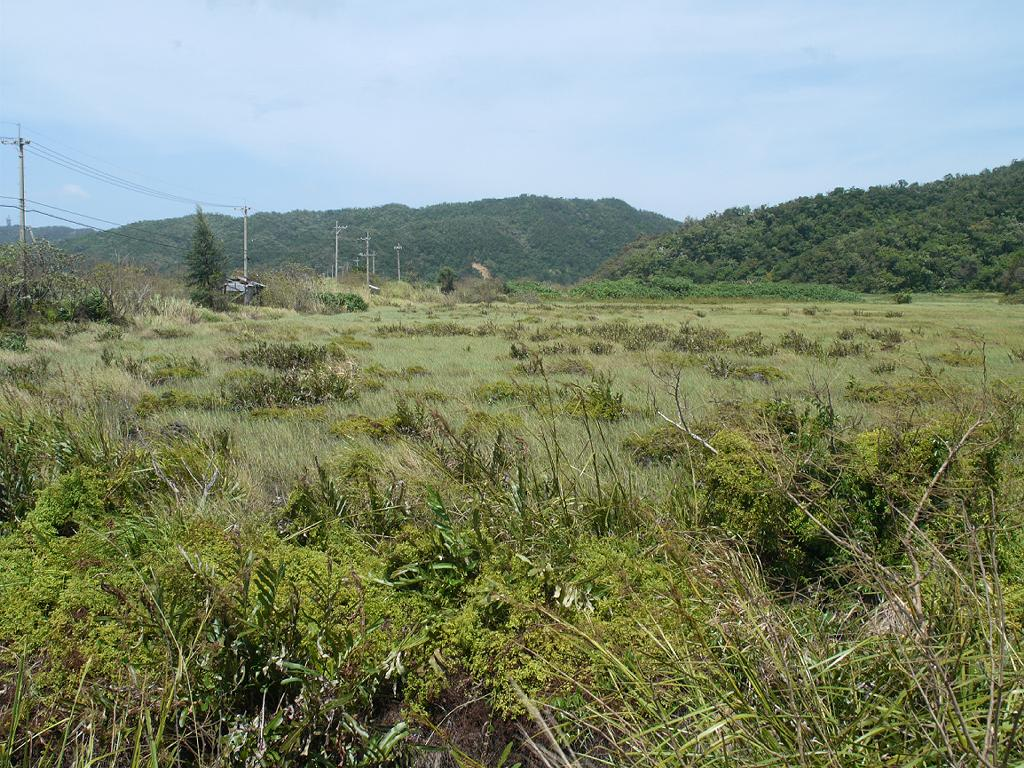
西表島の生育地

西表島のある生育地はこの島の周遊道路に隣接しており、簡単にその姿を観察することができる。草が深くサキシマハブが潜んでいる可能性もある為、手で触れるほど近づくのは難しい。同島では農地とほぼ隣接して生育しているところもあり、その排水工事などの影響によって乾燥化が懸念されるなどといった論議もある。